# Goera stylata
Goera stylata är en nattsländeart som beskrevs av Ross 1938. Goera stylata ingår i släktet Goera och familjen grusrörsnattsländor. Inga underarter finns listade i Catalogue of Life.